# Gesetzeskraft
Unter Gesetzeskraft oder Inkrafttreten wird der Zeitpunkt des Beginns der Wirksamkeit einer Rechtsnorm verstanden.

## Allgemeines
Die Entstehung von Rechtsnormen (wie Gesetzen oder Verordnungen) ist auf das Gesetzgebungsverfahren zurückzuführen, das mit der Verkündung des Gesetzes abgeschlossen ist. Die spätere Gesetzeskraft ist für die Rechtswirksamkeit von Bedeutung, weil die Normadressaten der Gesetze (etwa der Bürger) wissen müssen, ob ihr Handeln, Dulden oder Unterlassen von einer geltenden Rechtsnorm erfasst wird oder nicht. Insofern genießen die Bürger Vertrauensschutz, der aus dem Rechtsstaatsprinzip des Art. 20 GG herzuleiten ist. Außerdem entsteht Rechtssicherheit, wenn Klarheit besteht, ob eine neue Rechtsnorm lediglich Rechtswirkungen für die Zukunft und nicht auch für die Vergangenheit entfaltet. Es stellt sich hierbei die Rechtsfrage, ob es ein generelles Rückwirkungsverbot gibt oder der Rechtsgrundsatz des ex nunc zur Verbesserung der Rechtssicherheit beitragen kann. 
Grundsätzlich wollen Gesetze in die Zukunft wirken und nur die neu begründeten Rechtsverhältnisse erfassen, vorher begründete Rechtsverhältnisse jedoch nicht. Das GG kennt nach Art. 103 Abs. 2 GG lediglich ein Rückwirkungsverbot für das Strafrecht, das jedoch nicht entsprechend auf andere Rechtsgebiete ausgedehnt werden darf. Damit wird deutlich, dass außerhalb des Strafrechts eine Rückwirkung von Rechtsnormen möglich ist. Sie trifft vor allem auf Lebenssachverhalte zu, die als Dauerverhältnisse gelten (wie etwa die Ehe oder das Wohnungsrecht), deren Wirkungen nicht ausnahmslos und dauerhaft nach dem Recht ihrer Entstehungszeit beurteilt werden können. Ein Gesetz sollte deshalb mit seinem Inkrafttreten auf alle aktuellen Lebenssachverhalte angewendet werden können und erfasst deshalb auch in der Vergangenheit entstandene Sachverhalte. Dabei darf bei abgeschlossenen, bereits abgewickelten Sachverhalten eine erworbene Rechtsposition nicht geschmälert und auch sonst das Vertrauen der Rechtssubjekte in die Beständigkeit gesetzlicher Regelungen nicht unbillig beeinträchtigt werden.
Die Rechtskraft und Bestandskraft sind mit der Gesetzeskraft vergleichbar und betreffen die Rechtswirksamkeit von Gerichtsurteilen bzw. Verwaltungsakten.  

## Rechtsfragen
Im Alltag ist unter Gesetzeskraft das Datum des Inkrafttretens einer Rechtsnorm zu verstehen. In Art. 82 Abs. 2 GG wird vorgeschrieben, dass jedes Gesetz und jede Rechtsverordnung den Tag des Inkrafttretens bestimmen soll. Fehlt eine solche Bestimmung, so treten sie mit dem vierzehnten Tage nach Ablauf des Tages in Kraft, an dem das Bundesgesetzblatt ausgegeben worden ist. Diese Verfassungsnorm enthält auch die Verfahrensstufen der Rechtskraft als Tatbestandsmerkmale, die streng voneinander zu trennen sind. Danach gibt es das Zustandekommen von Rechtsnormen nach den Vorschriften des Grundgesetzes, die Gegenzeichnung durch die Bundesregierung, die Ausfertigung durch den Bundespräsidenten, die Verkündung durch Veröffentlichung im Bundesgesetzblatt und das Inkrafttreten. Maßgeblich für die Rechtswirkung von Rechtsnormen ist die letzte Stufe, ihr Inkrafttreten. 
Das Bundesverfassungsgericht (BVerfG) unterscheidet bei rückwirkenden Gesetzen in ständiger Rechtsprechung zwischen Gesetzen mit echter Rückwirkung, die stets verfassungswidrig sind, und solchen mit unechter Rückwirkung, die grundsätzlich zulässig sind. Eine Rechtsnorm entfaltet echte Rückwirkung, wenn sie nachträglich in einen abgeschlossenen Sachverhalt ändernd eingreift. Dies ist insbesondere der Fall, wenn ihre Rechtsfolge mit belastender Wirkung schon vor dem Zeitpunkt ihrer Verkündung für bereits abgeschlossene Tatbestände gelten soll („Rückbewirkung von Rechtsfolgen“). Ausnahmen gibt es, wenn mit der getroffenen Regelung zu rechnen und daher kein schützenswerter Vertrauenstatbestand entstanden ist oder zwingende Gründe des Allgemeinwohls vorhanden sind. Von unechter Rückwirkung spricht man, wenn eine Norm auf gegenwärtige, noch nicht abgeschlossene Sachverhalte rückwirkend (der Tatbestand hat also schon begonnen) eingreift und damit die Rechtsposition nachträglich entwertet wird.
Den Inhalt geltenden Rechts kann der Gesetzgeber mit Wirkung für die Vergangenheit nur in den verfassungsrechtlichen Grenzen für eine unechte rückwirkende Rechtsetzung feststellen oder klarstellend präzisieren. Das BVerfG hat in seinem Urteil vom April 2018 bei einer Rechtsfrage zur Gewerbesteuerpflicht klargestellt, dass nicht nur die Einbringung eines Gesetzesvorhabens in den Bundestag, sondern auch dessen Zuleitung zum Bundesrat das Vertrauen in die bestehende Rechtslage gegenüber einem Gesetz mit belastender Rückwirkung zerstören kann. Die Normadressaten müssen deshalb bei ihren Rechtshandlungen das Gesetzgebungsverfahren beachten.

## Rechtsfolgen
Manche Gesetze enthalten ihr Inkrafttreten in den Schlussvorschriften, so beispielsweise § 28 1. BImschV, ansonsten treten sie 14 Tage nach Veröffentlichung des Bundesgesetzblatts in Kraft. Der Tag des Inkrafttretens zählt bei der Fristberechnung gemäß § 187 Abs. 2 BGB mit. Hat ein Lebenssachverhalt bereits vor dem Inkrafttreten begonnen, so wirken sich die Rechtsfolgen eines neuen Gesetzes im Rahmen der unechten Rückwirkung auf den Lebenssachverhalt aus. Erst recht erfasst das neue Gesetz die künftig erst entstehenden Lebenssachverhalte. Urteile des Bundesverfassungsgerichts besitzen in den Fällen des § 31 Abs. 2 BVerfGG Gesetzeskraft.